# Emmanuel Hostache
Emmanuel Hostache (n. 18 iulie 1975, La Mure, Rhône-Alpes, Franța – d. 30 mai 2007, Siegen, Germania) a fost un bober ce a reprezentat Franța, medaliat olimpic. A participat la două ediții ale Jocurilor Olimpice (1998, 2002) în care a câștigat o medalie de bronz.